# NGC 6383
NGC 6383 је расејано звездано јато у сазвежђу Шкорпија које се налази на NGC листи објеката дубоког неба.
Деклинација објекта је - 32° 34' 54" а ректасцензија 17h 34m 42,2s. Привидна величина (магнитуда) објекта NGC 6383 износи 5,5 а фотографска магнитуда 5,6. NGC 6383 је још познат и под ознакама NGC 6374, OCL 1026, ESO 393-SC7.